# Musée de Livingstone

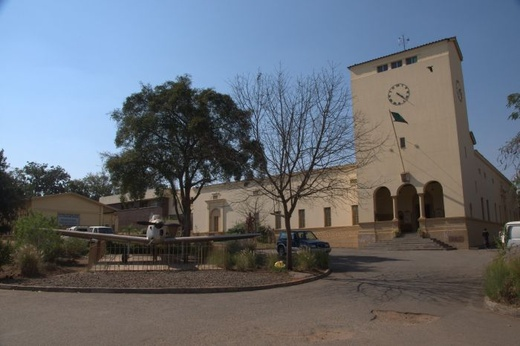
Entrée du musée

Le Livingstone Museum est un musée zambien situé à Livingstone, l'ancienne capitale de la Rhodésie du Nord. 

## Histoire
Créé en 1934 sous le nom de « Rhodes-Livingstone Museum », c'est le plus ancien des quatre musées nationaux du pays.
Un nouveau bâtiment de style colonial espagnol est inauguré en 1951. 
En 1960 le musée reconstitue les villages de cinq groupes ethniques pour donner aux visiteurs « une idée de la vie tribale traditionnelle », présentée comme correspondant « à la manière de vivre en Europe à l'âge de bronze et du fer ».
En 2003, les bâtiments sont rénovés grâce à des fonds de l'Union européenne.

## Collections
Le musée abrite – outre une galerie consacrée à l'explorateur David Livingstone et à ses objets personnels – des départements consacrés à l'archéologie, à l'ethnographie, à l'histoire, ainsi qu'à l'histoire naturelle, particulièrement bien représentée, qui comprend six sections : mammalogie, ornithologie, herpétologie, entomologie, botanique et ichtyologie.